# Leucochrysa (Leucochrysa) erminea
Leucochrysa (Leucochrysa) erminea is een insect uit de familie van de gaasvliegen (Chrysopidae), die tot de orde netvleugeligen (Neuroptera) behoort. 
Leucochrysa (Leucochrysa) erminea is voor het eerst wetenschappelijk beschreven door Banks in 1946.